# Bazar Karmel
Bazar Karmel (hebr. שוק הכרמל, Szuk ha-Karmel) – największy i najbardziej znany bazar w Tel Awiwie, położony w osiedlu Kerem ha-Temanim, w zachodniej części miasta.

## Położenie
Bazar Karmel jest położony w osiedlu Kerem ha-Temanim, w zachodniej części miasta Tel Awiw-Jafa. Rozciąga się on po obu stronach ulicy Ha-Karmel, począwszy od placu Magen David aż do dworca autobusowego Terminal Karmelit. Rozwój bazaru spowodował, że został on powiększony o sąsiednią ulicę Nahalot Binjamin. Nazwa bazaru pochodzi od nazwy ulicy Ha-Karmel.

## Historia

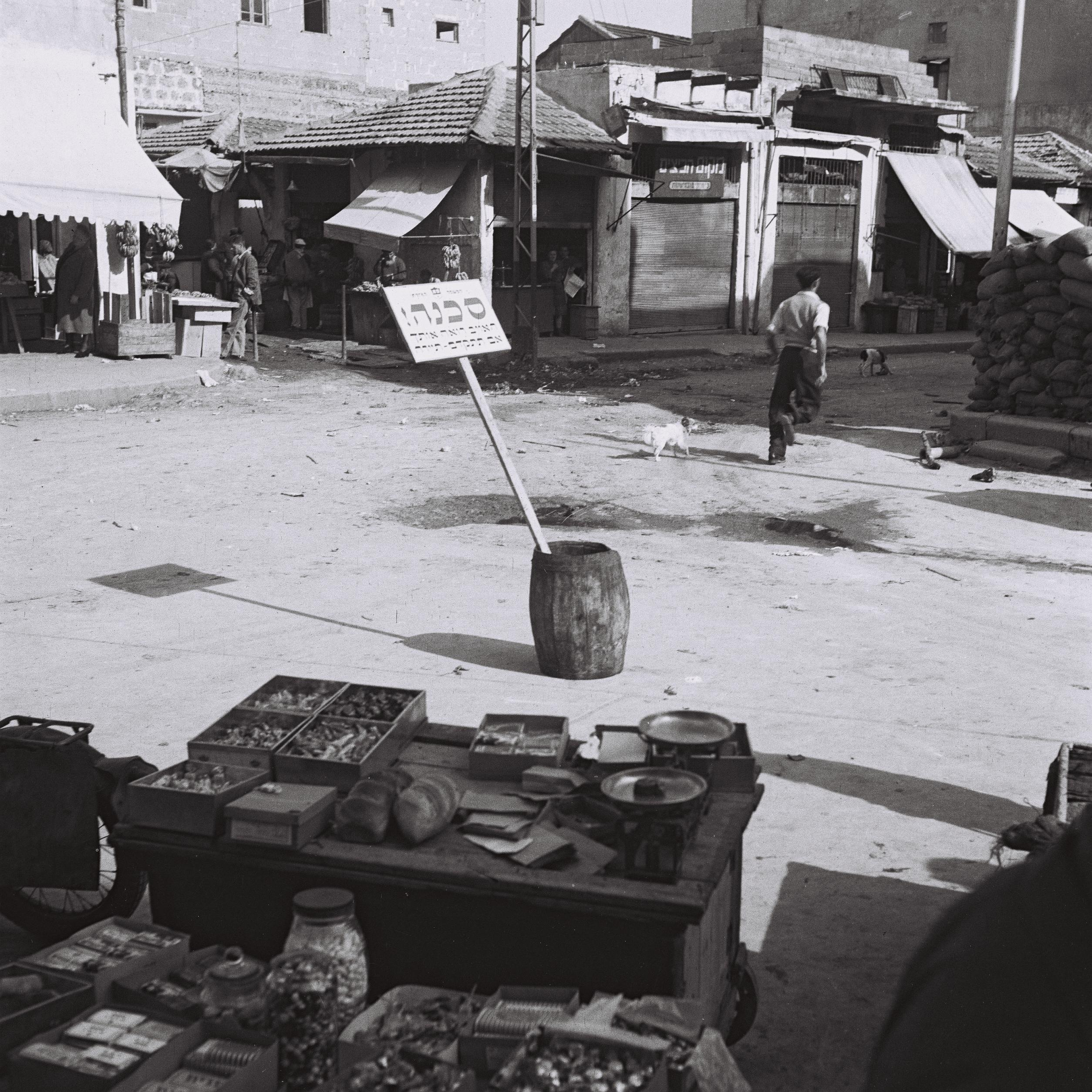
W lutym 1948 bazar znajdował się pod ostrzałem arabskich snajperów z Jafy. Widoczna na zdjęciu tablica ostrzega przechodniów przed ostrzałem

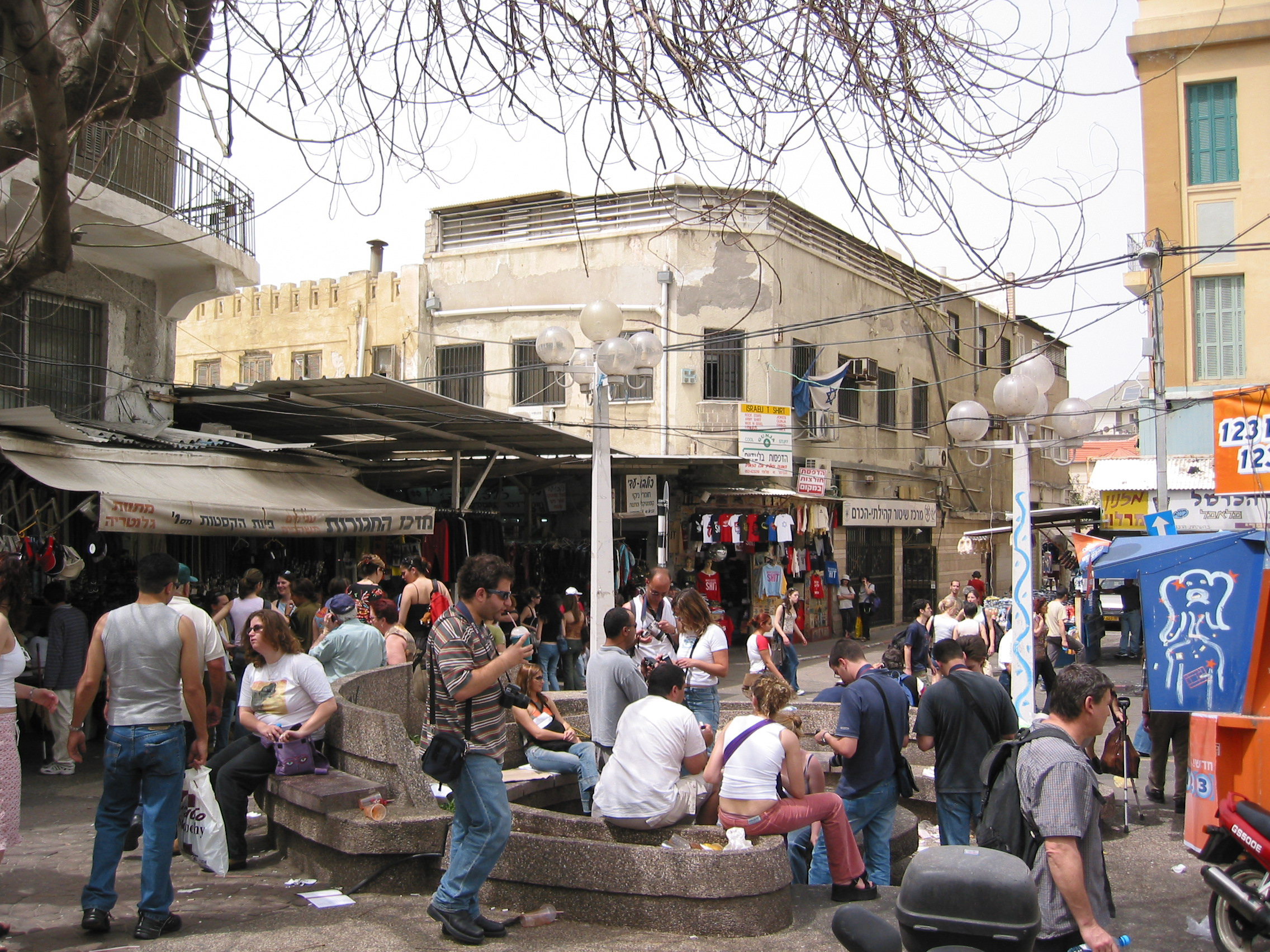
Bazar Karmel na placu Magen David

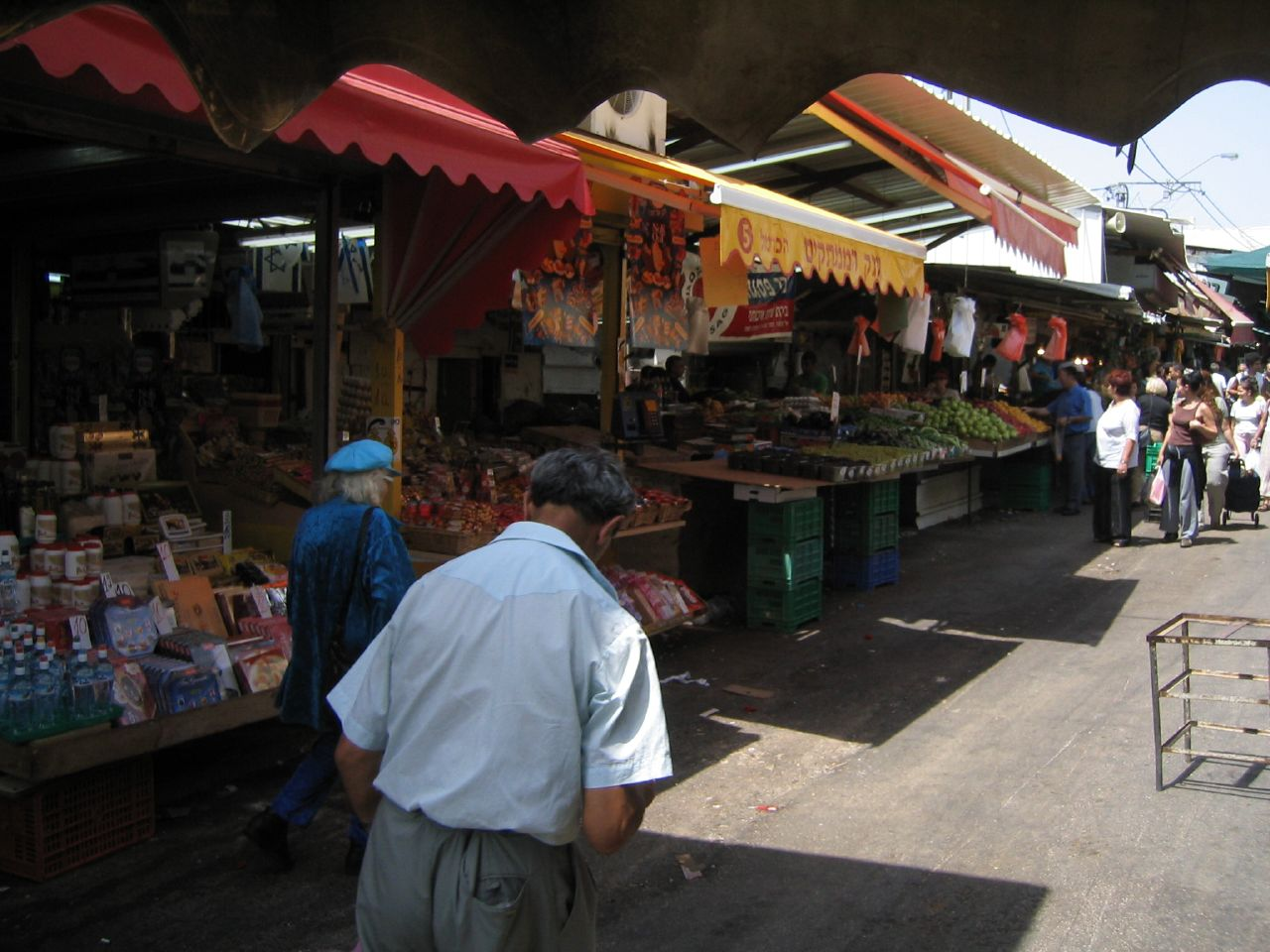
Bazar Karmel

Inicjatywa zakupienia tutejszej ziemi wyszła od szefa Urzędu Palestyny (hebr. המשרד הארצישראלי) i działacza ruchu syjonistycznego, Artura Ruppina. W 1913 odwiedził on Imperium Rosyjskie, gdzie propagował ideę osadnictwa żydowskiego w Palestynie. Dzięki jego namowom, grupa bogatych Żydów zakupiła tutejsze grunty za równowartość ówczesnych 1000 rubli. Nie zamierzali oni wyjeżdżać do Ziemi Izraela, a zakup ziemi traktowali jako dobrą inwestycję pod budowę domów. Po wybuchu rewolucji październikowej w 1917 musieli jednak uciekać z Rosji i wyjechali wówczas do Palestyny. Rosyjscy Żydzi, którzy przypłynęli do Jafy bez żadnego kapitału, byli nazywani „uciekinierami Ruppina”. Nie mając możliwości włączenia się do lokalnego rynku pracy, który koncentrował się niemal wyłącznie na pracy ręcznej, zajęli się drobnym handlem owocami i warzywami. Po wielu sprzeciwach w 1920 burmistrz Tel Awiwu Meir Dizengoff zatwierdził plan utworzenia małego placu targowego przy ulicy Ha-Karmel.
Targowisko szybko się rozrastało, obejmując swoim obszarem prawie całą ulicę Ha-Karmel oraz niektóre z sąsiednich uliczek w osiedlu Kerem ha-Temanim. Osiedle to było zamieszkałe w większości przez żydowskich emigrantów z Jemenu. Byli to najczęściej ludzie ubodzy, utrzymujący się z drobnego handlu. Były to czynniki sprzyjające rozwojowi bazaru.
Podczas wojny domowej w Mandacie Palestyny w latach 1947–1948 bazar znajdował się pod ostrzałem arabskich snajperów, prowadzących ogień z sąsiedniej Jafy. Ostrzał zakończył się 13 maja 1948, gdy Jafę zajęły żydowskie oddziały militarnej organizacji Irgun.
Po 1948 bazar systematycznie rozrastał się. Przy sąsiedniej ulicy Gedera ulokowały się liczne restauracje i sklepy spożywcze. Z czasem ulice Ha-Karmel oraz Nahalot Binjamin zamknięto dla ruchu samochodowego, tworząc największy deptak w mieście.

### Zamachy terrorystyczne
1 listopada 2004 palestyński terrorysta-samobójca z Ludowego Frontu Wyzwolenia Palestyny wysadził się na bazarze Karmel. W zamachu zginęło 2 Izraelczyków, a 32 osoby zostały ranne.

## Bazar obecnie
Bazar Karmel stanowi hałaśliwe i zatłoczone targowisko miejskie, na którym sprzedaje się przede wszystkim żywność, ale także odzież, obuwie, sprzęt gospodarstwa domowego, kwiaty i inne towary. Bazar posiada liczne typowe cechy charakterystyczne dla targowisk Bliskiego Wschodu, na którym sprzedawcy głośno zachwalają swoje towary, często posługując się przy tym śpiewem. Każda z wąskich uliczek położonych wokół bazaru wyspecjalizowała się w handlu określonym towarem, np. drobiem, rybami, suszonymi owocami, orzechami lub przyprawami korzennymi.
Bazar jest czynny przez cały tydzień, z wyjątkiem szabatu.

## Plany rozbudowy
W 2009 władze miejskie zatwierdziły plan rozbudowy miasta, który po raz pierwszy przewiduje modernizację bazaru Karmel i budowę nowej dzielnicy mieszkaniowej. W uzasadnieniu zastępca burmistrza, Farr Wessanar powiedział: „Bazar nie spełnia wymogów dzisiejszych czasów, a jego fizyczne uwarunkowania są poważnym utrapieniem dla okolicznych mieszkańców (...). Infrastruktura jest nieodpowiednia, przestarzałe rozwiązania oczyszczania, miejsca załadunku i rozładunku towarów są niechlujne i wyglądają jak plac budowy pełen nielegalnych budek handlowych (...). Jednak miejsce to posiada ogromny potencjał i jest położone na ważnym skrzyżowaniu”.
Plan rozbudowy przewiduje budowę kompleksu trzech czteropiętrowych parkingów samochodowych, stworzenie nowej przestrzeni handlowej z nowoczesnymi straganami, wymianę całej infrastruktury i budowę nowej przestrzeni mieszkaniowej.